# Bédouès-Cocurès
Bédouès-Cocurès is een gemeente in het Franse departement Lozère (regio Occitanie). De plaats maakt deel uit van het arrondissement Florac. Bédouès-Cocurès is op 1 januari 2016 ontstaan door de fusie van de gemeenten Bédouès en Cocurès. De gemeente telde 448 inwoners op 1 januari 2022.

## Geografie
De oppervlakte van Bédouès-Cocurès bedroeg op 1 januari 2022 30,35 vierkante kilometer; de bevolkingsdichtheid was toen 14,8 inwoners per km².

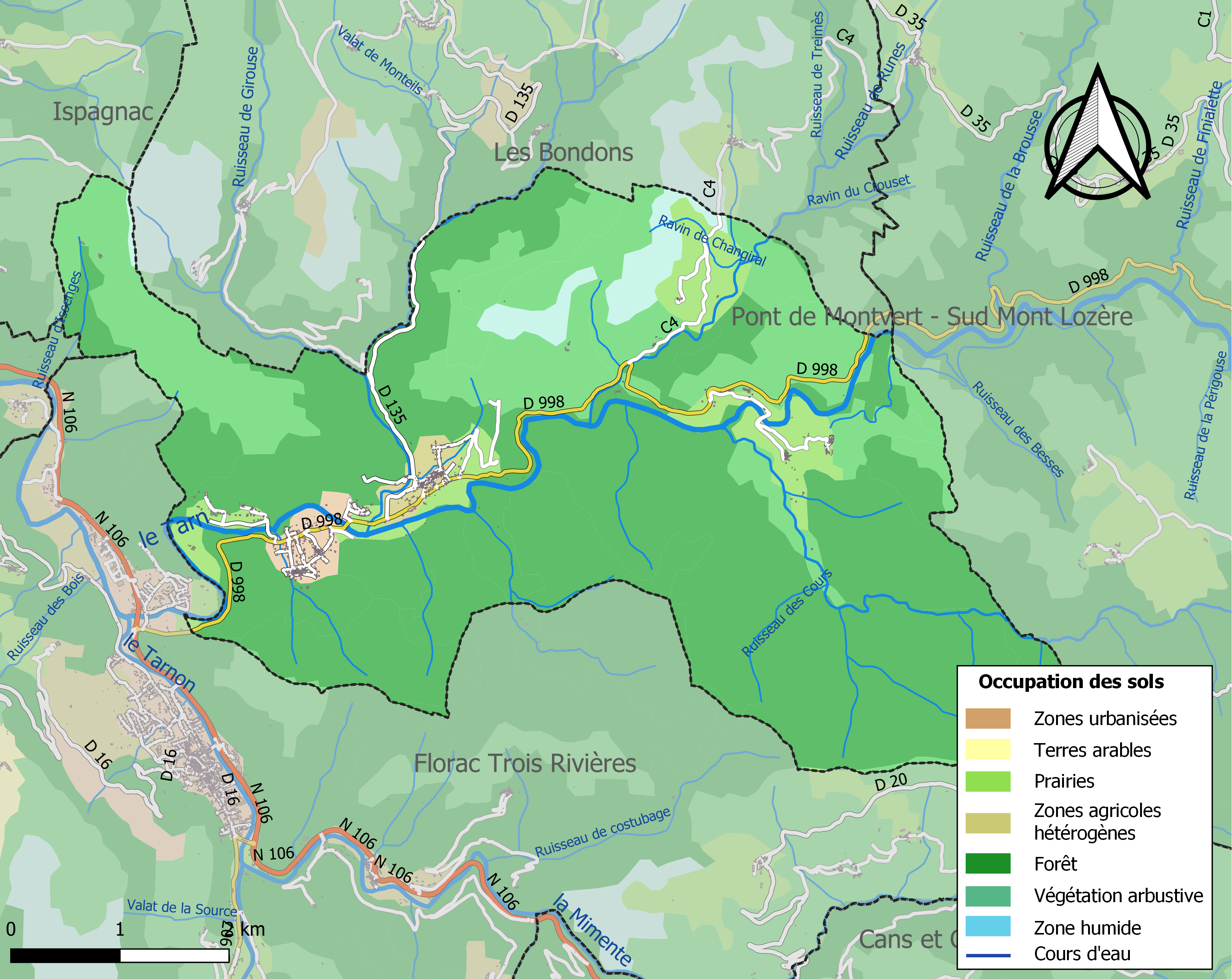
Kaart van de gemeente met de belangrijkste infrastructuur, bodemgebruik en omliggende gemeenten